# Marta Antoniak
Marta Antoniak (ur. 1986 w Zabrzu) – polska artystka współczesna, autorka wystaw indywidualnych i zbiorowych w Polsce i za granicą.
Tworzy obrazy, obiekty, instalacje. Doktor sztuk plastycznych, nauczyciel akademicki Akademii Sztuk Pięknych im. Jana Matejki w Krakowie.

## Wykształcenie
W latach 2006–2011 studiowała na Wydziale Malarstwa Akademii Sztuk Pięknych im. Jana Matejki w Krakowie. W 2010 uczestniczyła w Life-Long Learning Program Erasmus w ArtEZ hogeschool voor de kunsten w Enschede (Holandia). W 2011 uzyskała dyplom z wyróżnieniem w pracowni prof. Andrzeja Bednarczyka. W 2017 r. uzyskała stopień doktora na macierzystej uczelni.

## Twórczość
Prace Marty Antoniak są tworzone przy pomocy autorskiej techniki polegającej na eksperymentach z plastikiem. Głównymi elementami jej dzieł są zabawki. Autorka czynnie działa również w dziedzinie rzeźby, płaskiego oraz przestrzennego kolażu, a także instalacji, aranżacji artystycznych. Antoniak skupia się przede wszystkim na problemach konsumpcjonizmu i nadprodukcji obficie czerpiąc z popkultury.

## Wystawy

### Wystawy indywidualne
- 2019 – „Ekonomie powtórnego obiegu”, Mathare Art Gallery, Nairobi, Kenia
- 2019 – „Wszystkie psy”, Galeria Stereo, Warszawa
- 2017 – „Bulimia Cocktail Party”, NoD, Praga (z Juliana Höschlová)
- 2017 – „Plastic Throat”, Spółdzielnia Ogniwo, Kraków
- 2017 – „Morbid, Widna”, Kraków (z Susann Maria Hempel)
- 2016 – „Baccilus”, F.A.I.T., Kraków
- 2016 – „Swallowed”, COLLECTIVA, Berlin
- 2014 – „Polikolor”, BWA Sokół, Nowy Sącz
- 2012 – „Holiday”, Otwarta Pracownia, Kraków
- 2012 – „Playroom”, COLLECTIVA, Berlin

### Wystawy zbiorowe (wybrane)
- 2019 – „Krakowski Salon Sztuki”, Pałac Sztuki, Kraków
- 2019 – „Choroba jako źródło sztuki”, Muzeum Narodowe w Poznaniu, Poznań
- 2018 – „Rośl-inne” ABC Gallery, Poznań
- 2018 – „Krakowski Salon Sztuki”, Pałac Sztuki, Kraków
- 2018 – „Ghost in the Shell”, Garage Gallery Karlin, Praga
- 2018 – „Próba sił”, BWA Katowice, Katowice
- 2018 – „Scattered Rhymes”, Galeria XY, Ołomuniec, Czechy
- 2017 – „Kunstwerk Leben”, Zentrum für verfolgte Künste, Solingen
- 2017 – „Kiosk. Pierwsza wystawa jaką w życiu widziałem”, kiosk, Kraków
- 2017 – „No Problem”, Potencja, Kraków
- 2017 – „Triangel # 1”, Instytut Polski w Düsseldorfie, Düsseldorf
- 2017 – „Triangel # 2”, SITTart Gallery, Düsseldorf
- 2017 – „Triangel # 3”, ALTE POST, Düsseldorf
- 2016 – Kompas Młodej Sztuki, Galeria (-1) PKOl, Centrum Olimpijskie, Warszawa
- 2016 – „WHO WANTS TO DIE?”, rk Gallery, Berlin
- 2016 – „KREW-WERK”, Fundacja Galerii Foksal, Warszawa
- 2016 – „Medycyna w sztuce”, Muzeum Sztuki Współczesnej w Krakowie MOCAK, Kraków
- 2016 – „Słodkie”, ABC Gallery, Poznań
- 2015–42. Biennale Malarstwa „Bielska Jesień 2015”, Galeria Bielska BWA, Bielsko-Biała
- 2015 – „Artyści z Krakowa: Pokolenie 1980–1990”, Muzeum Sztuki Współczesnej w Krakowie MOCAK, Kraków
- 2014 – 7. Triennale Młodych pt. „Kunszt”, Centrum Rzeźby Polskiej w Orońsku, Orońsko
- 2014 – „Sztuka cenniejsza niż błoto”, Browar Lubicz, Kraków
- 2014 – „Nagie ściany są piękne”, Browar Lubicz, Kraków
- 2013 – 11. Konkurs Gepperta pt. „Uwaga Malarstwo!”, BWA Awangarda, Wrocław
- 2013 – „Imaginary Landscapes II”, Museum of Contemporary Art (MOCA), Taipei, Taiwan
- 2013 – „Feathers”, Gallery 33, Amsterdam, Holandia
- 2012 – „BMW/ART/TRANSFORMY”, Teatr Wielki – Opera Narodowa, Warszawa
- 2009 – „Jeune Création Européenne – New Talents in the European Art Scene”, Paryż

## Wyróżnienia i stypendia
- 2018 – dwumiesięczny program rezydencyjny w Garage Gallery Kralin w Pradze
- 2016 – nagroda za wyjątkowy debiut w rankingu Kompas Młodej Sztuki 2016
- 2016 – Marka Radia Kraków za wystawę Baccilus w galerii F.A.I.T.
- 2015 – wyróżnienie regulaminowe w 42. Biennale Malarstwa „Bielska Jesień 2015”, Galeria Bielska BWA, Bielsko-Biała
- 2010 – Dwumiesięczny program rezydencjalny Jeune Creation Europeenne w Amarante, Portugalia
- 2010 – III miejsce w konkursie Artystyczna Podróż Hestii

## Kolekcje instytucjonalne
- Muzeum Narodowe w Gdańsku
- Kolekcja Sztuki Galerii Bielskiej BWA
- Kancelaria Sejmu RP